# Hashim Thaçi

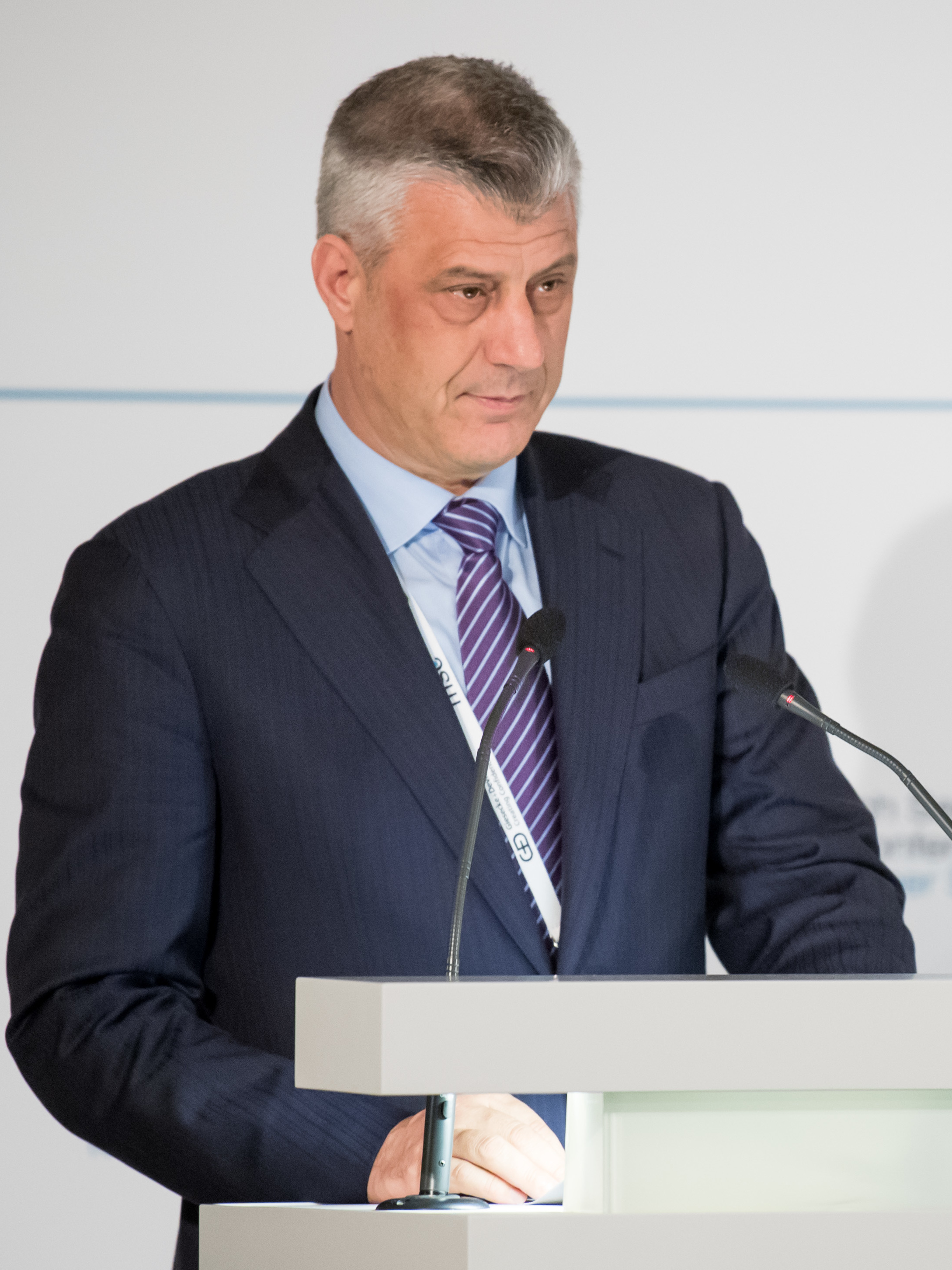
Hashim Thaçi (2018)

Hashim Thaçi [haˈʃim ˈθa:ʧi; Ausspracheⓘ] (* 24. April 1968 in Broćna, SFR Jugoslawien, heute Kosovo) ist ein kosovarischer Politiker. Er war von April 2016 bis November 2020 Präsident der Republik Kosovo. Von 2008 bis 2014 war er der erste Ministerpräsident der Republik Kosovo seit ihrer Unabhängigkeitserklärung.
Thaçi war Mitbegründer und Führer der paramilitärischen Organisation UÇK, die im Kosovokrieg 1998/99 für die Sezession des Landes von der Bundesrepublik Jugoslawien kämpfte. Zwischen 2000 und 2016 war er Vorsitzender der PDK.
Thaçi wurde am 24. Juni 2020 wegen Kriegsverbrechen und Verbrechen gegen die Menschlichkeit während des Kosovokrieges angeklagt. Der Sonderankläger des Kosovarischen Sondergerichts mit Sitz in Den Haag wirft Thaçi vor, für etwa 100 Morde an Kosovo-Albanern, Serben, Roma und Angehörigen anderer ethnischer Gruppen sowie politischen Gegnern verantwortlich zu sein.

## Werdegang bis zur Präsidentschaft

### Studentenführer
Hashim Thaçi studierte Geschichtswissenschaft an der Universität Prishtina. 1989 war er Mitorganisator der albanischen Studentenproteste im Kosovo. Während seiner Arbeit als Studentenaktivist bis 1991 wurde Thaçi erster Vorsitzender der albanischen Studenten-Untergrundbewegung an der Universität Prishtina. 1992 reiste er zunächst nach Albanien aus. Dort arbeitete er in nationalistischen Gruppierungen, die sich für eine Vereinigung aller albanischen Siedlungsgebiete einsetzten. 1993 wurde er in Albanien wegen illegalen Waffenbesitzes angeklagt.
Thaçi wanderte über Österreich in die Schweiz aus, wo er sich als Student der Politischen Wissenschaften an der Universität Zürich einschrieb. 1995 erhielt er in der Schweiz den Status eines anerkannten politischen Flüchtlings. Er lebte vorwiegend in Dietikon bei Zürich und arbeitete als Eisenbahnrangierer.

### UÇK-Organisator
Hashim Thaçi arbeitete in der Schweiz weiter in politischen Exilgruppen, etwa seit 1993 als Führungsmitglied der im Entstehen begriffenen „Befreiungsarmee des Kosovo“ (albanisch Ushtria Çlirimtare e Kosovës), der UÇK, die den bewaffneten Aufstand gegen Jugoslawien durchführte. Von dort organisierte er den Waffenschmuggel ins Kosovo sowie Finanzierung und Ausbildung der UÇK; dabei bewegte er sich zwischen der Schweiz, Albanien und dem Kosovo. Wegen Überfällen auf jugoslawische Polizeieinheiten und Kasernen in den Jahren 1993 bis 1996 verurteilte ihn 1997 ein Bezirksgericht in Priština wegen terroristischer Anschläge in Abwesenheit zu zehn Jahren Gefängnis.
Während der bewaffneten Auseinandersetzungen 1998 war er unter dem Decknamen Gjarpri („Die Schlange“) UÇK-Kommandeur in der Region Mališevo/Malisheva. Am 13. August 1998 wurde Thaçi zu einem der politischen Vertreter des Generalstabs der UÇK ernannt. In der Folgezeit war er faktisch politischer Führer der UÇK. Im Februar 1999 wurde er wegen mehrerer terroristischer Anschläge auf jugoslawische Polizisten in Drenas zur Fahndung ausgeschrieben.

### Von der UÇK in die Politik

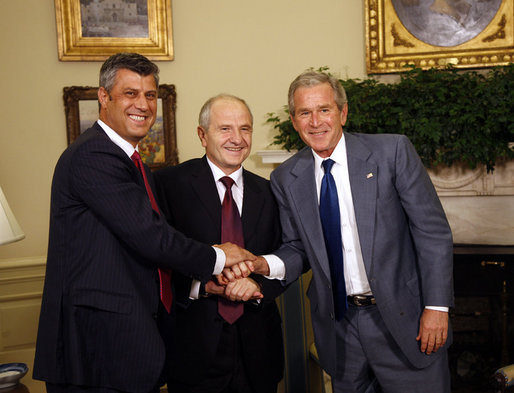
Die Vereinigten Staaten gelten als wichtigster Verbündeter Kosovos. Auf dem Foto Hashim Thaçi mit den damaligen Präsidenten des Kosovo, Fatmir Sejdiu, und den USA, George W. Bush (2008)

Im Februar 1999 führte Thaçi zusammen mit dem damaligen UÇK-Führer Adem Demaçi die kosovo-albanische Delegation bei den Verhandlungen von Rambouillet. Während der Verhandlungen konnte sich Thaçi gegenüber Demaçi – der eine sofortige Unabhängigkeit des Kosovo forderte, während Thaçi erstmal nur den serbischen Rückzug aus dem Kosovo für angebracht hielt – innerhalb der UÇK durchsetzen, woraufhin Demaçi zurücktrat. Am 2. April 1999 ernannte ihn die UÇK zum Ministerpräsidenten einer Übergangsregierung; von dieser Zeit an galt Thaçi als neuer politischer Führer der UÇK. Als solcher unterzeichnete er auch die Erklärung zur Entwaffnung und Demobilisierung der UÇK nach dem Einmarsch der NATO im Kosovo.
Vom Juni 1999 bis zur Auflösung im Dezember 1999 bezeichnete sich Hashim Thaçi als Chef einer UÇK-geführten Regierung des Kosovo – in Konkurrenz zu einer weiteren kosovarischen und einer jugoslawischen Regierung, die alle drei von der für das Kosovo maßgeblichen UN-Mission UNMIK nicht anerkannt wurden. Im Gegensatz zu den beiden anderen Konkurrenten konnte sich Hashim Thaçi allerdings auf eine breite und weitgehend bewaffnete Anhängerschaft der ehemaligen UÇK stützen; viele UÇK-Anhänger versuchten eigenständige Regionalverwaltungen zu errichten. Von Dezember 1999 an war er Mitglied im von der UNMIK eingerichteten provisorischen Verwaltungsrat des Kosovo.
1999 erfolgte die Gründung der Nachfolgeorganisation der UÇK, die Partia Demokratike e Kosovës (PDK); seither ist Hashim Thaçi deren Vorsitzender. Bei den ersten Wahlen um das Kosovarische Parlament am 17. November 2001 erhielt die PDK 25,7 Prozent der Stimmen und 26 Parlamentssitze und übernahm mit Ibrahim Rugovas Lidhja Demokratike e Kosovës die Regierung. Nach den Wahlen 2004 (28,9 Prozent und 30 Sitze) ging die PDK als zweitstärkste Partei in die Opposition.

### Regierungschef nach den Wahlen 2007
Bei der kosovarischen Parlamentswahl 2007 wurde die PDK mit 34 Prozent der Wählerstimmen Wahlsiegerin und ein Machtwechsel fand statt. Thaçi wurde am 9. Januar 2008 vom neu konstituierten Parlament zum Ministerpräsidenten gewählt. Seine Regierung kündigte an, die Unabhängigkeitserklärung des Kosovo rasch – noch in der ersten Hälfte des Jahres 2008 – vollziehen zu wollen. Am 17. Februar 2008 erklärten Thaçi, das damalige Staatsoberhaupt Fatmir Sejdiu, Parlamentspräsident Jakup Krasniqi und viele andere Politiker 17. Februar 2008 im kosovarischen Parlament in Pristina die Unabhängigkeit der Republik Kosovo. Thaçi, Sejdiu und Krasniqi waren die Mitunterzeichner der Unabhängigkeitserklärung.
Am 24. Oktober 2010 wurde Hashim Thaçi als Vorsitzender seiner Partei wiedergewählt.
Am 2. November 2010 stürzte das Parlament die Regierung unter Thaçi mit einem Misstrauensvotum. Daraufhin wurde es aufgelöst und am 12. Dezember 2010 fanden Neuwahlen statt, die Thaçi laut der Staatlichen Wahlkommission mit 33,5 Prozent errungenen Stimmen klar für sich entscheiden konnte. Ende Februar 2011 einigten sich Thaçis PDK, die von Behgjet Pacolli geführte AKR sowie weitere kleinere Vereinigungen im Parlament auf eine Koalition, am 22. Februar 2011 wählte das Parlament Thaçi für eine weitere zweite Amtszeit als Ministerpräsident.

#### Politische Annäherung an Serbien

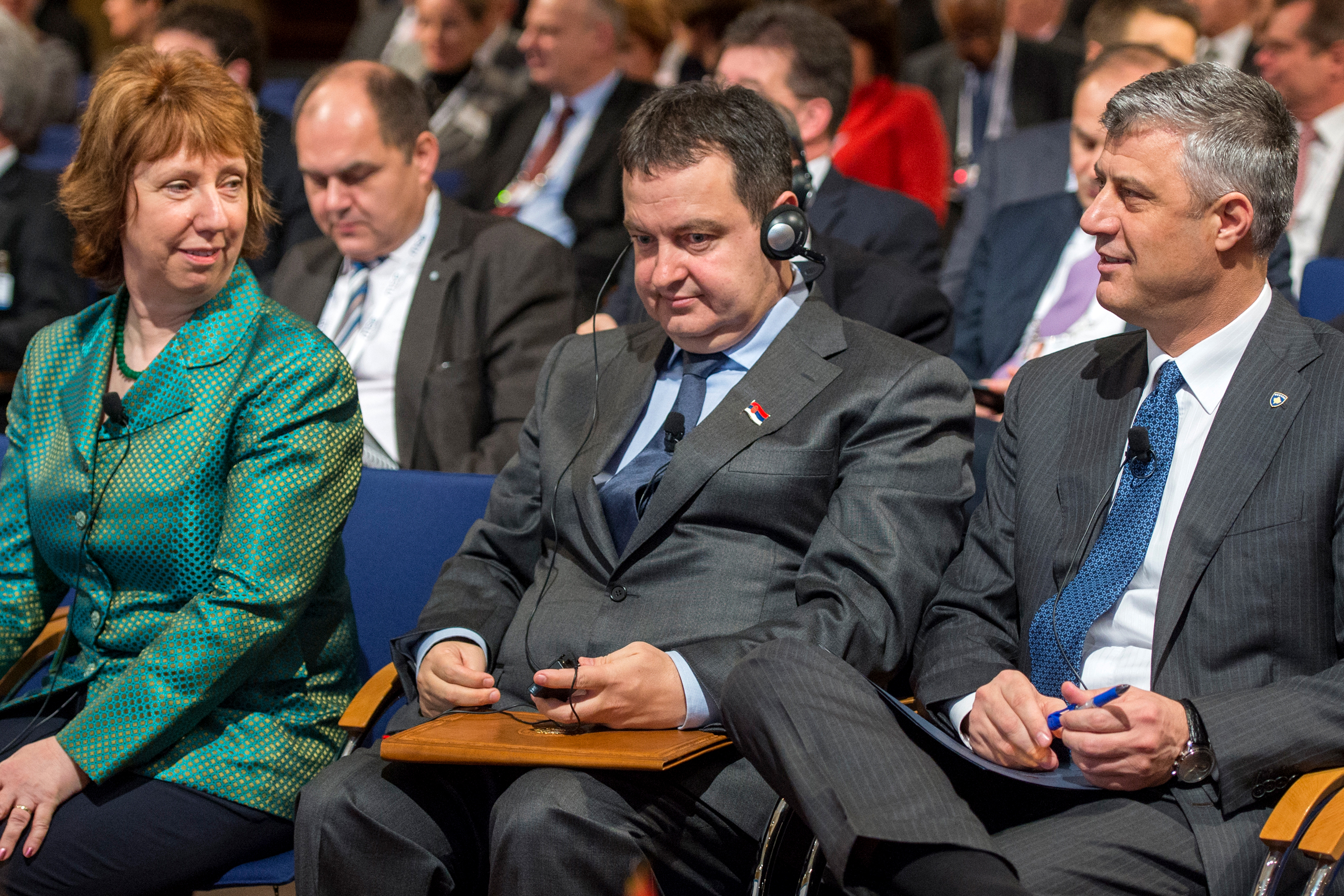
Catherine Ashton, Ivica Dačić und Hashim Thaçi bei der 50. Münchner Sicherheitskonferenz im Februar 2014

Während seiner Amtszeit strebte Hashim Thaçi eine Annäherung mit dem „verfeindeten“ Nachbarn Serbien an. Am 22. Oktober 2012 reichten sich Thaçi und der serbische Ministerpräsident Ivica Dačić in Brüssel die Hände. Dačić bezeichnete das Treffen nicht als eine „versteckte“ Anerkennung der Unabhängigkeit der seiner Ansicht nach „serbischen Provinz“. Das Zusammentreffen war unter der Anwesenheit der Hohen Vertreterin der EU für Außen- und Sicherheitspolitik, Catherine Ashton, möglich geworden. In den folgenden Wochen erfolgte ein weiteres Treffen, wonach sich die beiden Ministerpräsidenten auf eine Straßenverbindung zwischen beiden Ländern verständigt hätten.

#### Wechsel ins Außenministerium
Bei der turnusgemäßen Parlamentswahl 2014 ging die PDK als stärkste Kraft hervor, nach langwierigen Koalitionsverhandlungen einigte man sich mit Isa Mustafas LDK auf eine Regierungsbildung; das Kabinett wurde im Parlament am 8. Dezember 2014 gewählt. Hashim Thaçi fungierte nun als Außenminister unter Regierungschef Mustafa, bis er das Amt des Staatspräsidenten antreten sollte.

## Präsidentschaft
Am 7. April 2016 wurde er vom Parlament des Kosovo für eine Amtszeit von fünf Jahren zum Präsidenten der Republik Kosovo gewählt.
Am 14. Februar 2020 unterzeichnete er am Rande der Münchner Sicherheitskonferenz ein vom Trump-Botschafter Grenell vermitteltes Abkommen mit Serbiens Präsident Vučić.

### Anklage durch den Sonderankläger des Kosovo-Kriegsverbrechertribunals in Den Haag
Am 24. Juni 2020 wurde gegen ihn durch den Sonderankläger des Kosovo-Kriegsverbrechertribunals in Den Haag (Kosovo Specialist Chambers and Specialist Prosecutor’s Office, es ist Teil des kosovarischen Justizsystems) Anklage wegen Kriegsverbrechen und Verbrechen gegen die Menschlichkeit im Zusammenhang mit dem Kosovokrieg erhoben, gleichzeitig wurde ein Haftbefehl gegen ihn ausgestellt. Ihm wird unter anderem vorgeworfen, während des Kosovokrieges 1999 für mehr als 100 Morde verantwortlich zu sein. In der zweiten Juli-Woche 2020 erschien Thaçi vor dem Gericht in Den Haag, um sich der vorläufigen Klage zu stellen. Für den Fall, dass diese im Verlaufe des Jahres offiziell zugelassen wird, kündigte Thaçi an, als kosovarischer Präsident zurückzutreten. Nachdem die Anklage zugelassen worden war, trat er am 5. November 2020 zurück.
Am 10. Mai 2022 sprach das KSC & SPO alle Angeklagten, also Hashim Thaçi, Kadri Veseli, Rexhep Selimi und Jakup Krasniqi, von denjenigen Anklagepunkten frei, die kürzlich dazugekommen waren. Der Prozess hält für die ursprünglichen Anklagepunkte aber noch an.
Am 3. April 2023 begann der Prozess vor dem Tribunal mit dem ersten Verhandlungstag.

## Berichte über Verbindungen zur organisierten Kriminalität
Hashim Thaçi werden immer wieder Verbindungen zur organisierten Kriminalität im Kosovo nachgesagt. Der Balkanjournalist der New York Times Chris Hedges beschuldigte ihn 1999 zusammen mit zwei weiteren Vertrauten, andere UÇK-Führer und politische Opponenten ermordet zu haben. Auch Bujar Bukoshi, Ministerpräsident der zunächst pazifistisch orientierten kosovarischen Exilregierung Ibrahim Rugovas zwischen 1991 und 2000, erklärte, dass Thaçi um seiner Karriere willen „über Leichen gehen würde“. Thaçi und Bukoshi waren viele Jahre lang Gegner in der kosovarischen Politik; gegenseitige Vorwürfe standen auf der Tagesordnung.
In einem Bericht des Bundesnachrichtendienstes (BND) aus dem Jahr 2005, den der deutsche Publizist Jürgen Roth in der Schweizer Weltwoche veröffentlichte, wird Thaçi als eine der drei Schlüsselfiguren bezeichnet, die im Kosovo als Verbindungsglied von organisierter Kriminalität und Politik funktionieren. Er kontrolliere einen bedeutenden Teil der kriminellen Aktivitäten im Kosovo und sei Auftraggeber eines Profikillers. Während seiner Zeit als UÇK-Führer habe Thaçi einen „Sicherheitsdienst“ kontrolliert, „ein im gesamten Kosovo aktives kriminelles Netzwerk“. Außerdem habe er nach dem Krieg direkte Kontakte zur organisierten Kriminalität in Tschechien und Albanien unterhalten. Nach BND-Angaben war Thaçi zumindest im Oktober 2003 in umfangreiche Drogen- und Waffengeschäfte verwickelt.
In einer zweijährigen Untersuchung des Europarats unter Leitung des Schweizer Europaratsabgeordneten Dick Marty werden Thaçi und weiteren früheren Führern der kosovarischen Befreiungsarmee UÇK Verwicklungen in illegalen Organhandel im Kosovo und Beteiligung an Auftragsmorden und anderen Verbrechen vorgeworfen. Die Untersuchung durch den Europarat wurde ausgelöst durch ähnliche Anschuldigungen der ehemaligen Schweizer Chefanklägerin des Haager UNO-Tribunals Carla Del Ponte im Jahr 2008.
Thaçi soll Kopf einer Gruppe gewesen sein, die die organisierte Kriminalität im Land kontrolliert haben soll. In einer Klinik seien Gefangenen Organe entnommen worden, die anschließend auf dem internationalen Schwarzmarkt an ausländische Kliniken verkauft worden seien. Der Bericht des Europarats, welcher zwei Tage nach der Wiederwahl Thaçis im Dezember 2010 erschienen ist, stützt sich auf nachrichtendienstliche Erkenntnisse und wurde von Thaçi selbst sowie von seiner Regierung zurückgewiesen. Als Reaktion auf den Bericht forderte der Rechts-Ausschuss der Parlamentarischen Versammlung des Europarates weitere Untersuchungen zu Hinweisen auf Verbindungen zwischen organisierter Kriminalität und politischen Kreisen im Kosovo. Die EU rief Marty dazu auf, Beweise für die in seinem Bericht vorgebrachten Anschuldigungen vorzulegen.
Bislang wurde im Kosovo kein Ermittlungs- oder Gerichtsverfahren gegen Thaçi angestrengt. Auch die serbische Justiz plant nach Angaben der zuständigen Staatsanwaltschaft für Kriegsverbrechen keine Anklage gegen Thaçi unter dem Hinweis, dass Thaçi der serbischen Justiz nicht zugänglich sei und seine strafrechtliche Verfolgung daher einem „politischen Prozess“ ähneln würde. Die serbischen Behörden wollen aber bei der Aufklärung der Vorwürfe helfen.
Neben den EU-Diplomaten forderte auch die EULEX von Marty, Beweise vorzulegen, auch, um eine strafrechtliche Untersuchung im Kosovo oder auch international einleiten zu können. Weiterhin äußerte der albanische Ministerpräsident Sali Berisha seine Bereitschaft, mit der EULEX und dem UNO-Kriegsverbrechertribunal in Den Haag zusammenzuarbeiten, um die Anschuldigungen des Europarats in Albanien prüfen zu können, obwohl der Bericht Martys nach seiner Meinung nicht durch Fakten belegt sei.
Im Januar 2011 bezog Marty erneut zu seinem Bericht Stellung und entschärfte seine Vorwürfe gegen Thaçi. Er habe nicht davon gesprochen, dass Thaçi selbst in Organhandelsgeschäfte verstrickt sei, sondern nur von Personen, die ihm sehr nahestanden. Daher sei es schwer vorstellbar, dass Thaçi davon nicht gewusst habe. Auch habe er nicht von hunderten Fällen illegaler Organtransplantationen gesprochen, sondern „lediglich von einer Handvoll“. Des Weiteren gab Marty an, es sei nicht seine Aufgabe, die Anschuldigungen konkret zu beweisen. Hierfür seien Gerichte und Ermittlungsbehörden zuständig.
Die Parlamentarische Versammlung des Europarats nahm Martys Bericht am 25. Januar 2011 an und verlangte in einer Resolution eine seriöse Untersuchung der Vorfälle. Das Kosovo-Parlament verabschiedete im April 2014 eine Resolution, die die Weichen für die Bildung des Sondergerichts darstellte und eine enge Kooperation mit der EU-Rechtsstaatlichkeitsmission Eulex und der internationalen Justiz vorsieht. Die EU stellte etwa 170 Millionen Euro bereit, um die Arbeit des UÇK-Tribunals zu finanzieren.

## Privates
Hashim Thaçi ist verheiratet, Vater eines Sohnes und spricht neben Albanisch und Serbokroatisch auch Deutsch sowie Englisch.